# Phalangomma virginicum
Phalangomma virginicum – gatunek kosarza z podrzędu Laniatores i rodziny Phalangodidae. Jedyny znany przedstawiciel monotypowego rodzaju Phalangomma.

## Występowanie
Gatunek endemiczny dla Stanów Zjednoczonych, występujący w Wirginii.